# Kauhalampi
Kauhalampi eller Kauhajärvi är en sjö i Finland. Den ligger i kommunen Perho i landskapet Mellersta Österbotten, i den centrala delen av landet, 300 km norr om huvudstaden Helsingfors. Kauhalampi ligger 177 meter över havet. Arean är 49,7 hektar och strandlinjen är 5,09 kilometer lång. Sjön  ingår i Perho å huvudavrinningsområde. 